# 会田薫子
会田 薫子（あいた かおるこ、1961年 - ）は、死生学者、東京大学特任教授。

## 人物・来歴
福島県生まれ。1984年成蹊大学文学部英米文学科卒業、1987年ロンドン大学東洋学研究所修了、1988年メディカル・トリビューン記者、1992年ジャパンタイムズ記者、2000年ハーバード大学メディカル・スクール医療倫理プログラムフェロー、2008年東京大学大学院医学系研究科健康科学・看護学専攻博士課程修了、「末期患者における人工呼吸器の中止 救急医に対する質的研究」で保健学博士。2012年東京大学人文社会系研究科死生学・応用倫理センター上廣死生学・応用倫理講座特任准教授、17年特任教授。

## 著書
- 『延命医療と臨床現場 人工呼吸器と胃ろうの医療倫理学』東京大学出版会 2011
- 『長寿時代の医療・ケア エンドオブライフの論理と倫理』(シリーズケアを考える）ちくま新書 2019.7

### 共編著
- 『はじめての質的研究法 事例から学ぶ. 医療・看護編』秋田喜代美,能智正博監修 高橋都共編 東京図書 2007
- 『高齢者ケアと人工栄養を考える 本人・家族のための意思決定プロセスノート』清水哲郎共著 医学と看護社 2013
- 『老い方上手』上野千鶴子,大熊由紀子,樋口恵子, 井上治代共著 WAVE出版 2014
- 『高齢者ケアと人工透析を考える 本人・家族のための意思決定プロセスノート』清水哲郎監修 会田編集 大賀由花,斎藤凡, 三浦靖彦, 守山敏樹, 石橋由孝,大脇浩香著 医学と看護社 2015
- 『医療・介護のための死生学入門』清水哲郎共編　東京大学出版会、2017.8

## 論文
- <会田薫子